# جينيسيس (فرقة)
چينيسيس ((بالإنجليزية: Genesis)‏) هي فرقة روك إنجليزية تشكلت سنة 1967. تتكون هذه الفرقة من فيل كولنز (يغني ويعزف على الدرامز)، مايك راثرفورد (عمله على الجيتارو جيتار باس)، وتوني بانكس على (كيبورد). أما الأعضاء التي كانت قديما هي بيتر جابرييل، أنطوني فيليبس وستيف هاكيت لعبوا أدوار رئيسية في الفرقة في السنين الماضية.

## بداية الفرقة
فرقة چينيسيس تشكلت سنة 1967 لما كان بيتر غابرييل وتوني بانكس طلاب في مدرسة شارترهاوس في جودالمينج من فرقتين من فرق المدرسة.

## وصلات خارجية
- جينيسيس على موقع IMDb (الإنجليزية)
- جينيسيس على موقع الموسوعة البريطانية (الإنجليزية)
- جينيسيس على موقع ميوزك برينز (الإنجليزية)
- جينيسيس على موقع رولينغ ستون (الإنجليزية)
- جينيسيس على موقع أول ميوزيك (الإنجليزية)
- جينيسيس على موقع ديسكوغز (الإنجليزية)

- genesis-music.com
- (بالإنجليزية) Site officiel de Genesis
- (بالفرنسية) Genesis Music français
- (بالإنجليزية) Le « musée » Genesis
- (بالفرنسية) EOAIAO - site français - (actualités, biographies, articles, faq, listes des chansons jouées en concert...)
- (بالفرنسية) Land Of Genesis